# Geert Lotsij
Gerhard Oswald Lotsij, detto Geert (Dordrecht, 13 gennaio 1878 – Hilversum, 29 giugno 1959), è stato un canottiere olandese.

## Carriera
Lotsij partecipò ai Giochi olimpici di Parigi 1900 con la squadra Minerva Amsterdam nella gara di quattro con. Il Minerva Amsterdam riuscì a conquistare la medaglia d'argento nella finale B.
Anche suo fratello minore, Paul, fece parte del Minerva Amsterdam alle Olimpiadi.

## Palmarès
| Anno | Manifestazione  | Sede   | Evento      | Risultato |
| ---- | --------------- | ------ | ----------- | --------- |
| 1900 | Giochi olimpici | Parigi | Quattro con | Argento   |